# Улица Милицейская (Казань)
Улица Милицейская (тат. Милисә урамы, Milisä uramı) — улица в историческом районе Адмиралтейская слобода Кировского района Казани.

## География
Пересекается со следующими  улицами:
- Урицкого улица[вд]
- Милицейский переулок[вд]
- Улица Клары Цеткин

## История
Возникла не позднее 2-й половины XIX века. До революции 1917 года носила название Макарьевская улица и относилась к 6-й полицейской части. Решением Казгорсовета от 2 ноября 1927 года переименована в Милицейскую улицу. 26 апреля 2000 года часть улицы от пересечения с улицей Урицкого до пересечения с улицей Клары Цеткин была переименована в улицу Столярова.
На 1939 год на улице имелось свыше 40 домовладений: №№ 1/22–65/29 по нечётной стороне и №№ 16–32/27 по чётной.
В первые годы советской власти административно относилась к 6-й части города; после введения в городе административных районов относилась к Заречному (с 1931 года Пролетарскому, с 1935 года Кировскому) району.

## Примечательные объекты
- № 6 (ныне ул. Столярова), 13, 27, 29, 32 — жилые дома завода «Сантехприбор» (1960 год).[15][16][17]
- № 35 (ныне ул. Столярова) — жилой дом стройтреста № 2.[18]